# Manfred Domrös
Manfred Domrös (* 7. März 1940 in Essen) ist ein deutscher Geograph und ehemaliger Hochschullehrer.

## Leben
Von 1959 bis 1965 studierte er Geographie, Meteorologie und Mathematik an den Universitäten Münster und Bonn. Nach der Promotion 1965 zum Dr. rer. nat. in Geographie an der Universität Bonn bei Carl Troll war er von 1965 bis 1972 wissenschaftlicher Assistent am Südasien-Institut, Institut für Geographie der Universität Heidelberg. Von 1974 bis 2008 war er H4/C4-Professor und Direktor am Geographischen Institut der Universität Mainz und Inhaber des Lehrstuhls Physische Geographie/Klimatologie und Ökologie. Er war Dekan des Fachbereichs Geowissenschaften der Universität Mainz in den Jahren 1979 bis 1981 und 1993 bis 1995. Zum 1. April 2008 wurde er emeritiert.

## Schriften (Auswahl)
- Luftverunreinigung und Stadtklima im Rheinisch-Westfälischen Industriegebiet und ihre Auswirkung auf den Flechtenbewuchs der Bäume. Bonn 1966.
- Sri Lanka. Die Tropeninsel Ceylon. Darmstadt 1976.

## Auszeichnungen
- 1988: Honorarprofessor der Chinesischen Akademie der Wissenschaften
- 1997: Ehrendoktor der University of Peradeniya
- 2009: Ehrendoktor der Sabaragamuwa University